# Stenomacrus solitarius
Stenomacrus solitarius är en stekelart som först beskrevs av Holmgren 1883.  Stenomacrus solitarius ingår i släktet Stenomacrus och familjen brokparasitsteklar. Inga underarter finns listade i Catalogue of Life.